# Ріу-Бранку (місто)
Ріу-Бранку (Біла річка) — бразильське місто, столиця штату Акрі. Розміщене в долині річки Акрі у північній Бразилії, це найбільш густонаселений округ у штаті з населенням 319,825 жителів — майже половиною населення штату, відповідно до перепису 2010.
Ріу-Бранку було одним з перших поселень, що з'явилося на берегах річки Акрі. У 1913 році воно стало округом. У 1920 році стало столицею території Акрі, а у 1962 році — столицею штату. Є адміністративним центром економічної та культурної області.

## Географія
Місто ділиться річкою Акрі на два райони. Через річку перекинуто шість мостів, найновішим з них є Catwalk Joaquim Macedo. Межує на півночі з муніципалітетами Бужарі (Bujari) і Порту Акрі; на півдні з муніципалітетами Шапурі (Xapuri), Капішаба (Capixaba) і Пласіду ді Кастру (Placido de Castro), на сході з муніципалітетом Сенадор Гіомард (Senador Guiomard), і на заході з муніципалітетом Сена Мадурейра (Sena Madureira).

### Клімат

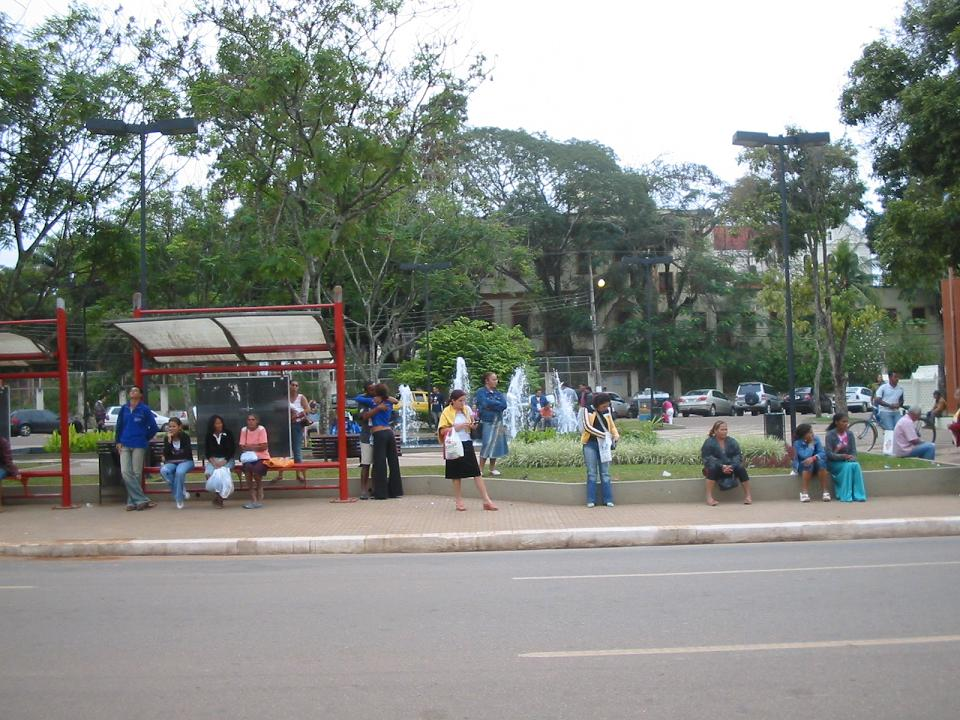
Населення одягнене на холодну погоду, вдень 22 °C

У місті Ріу-Бранку найнижча середньорічна температура серед столиць північних штатів. Клімат екваторіальний, з температурою між 25 °C і 38 °C протягом найспекотніших днів року. Найнижчі температури спостерігаються в нічний час, з частими показниками 22 °C на світанку. Період з грудня по березень є найспекотнішою порою року, з максимумом 38 °C і більше. Зазвичай в період між травнем і серпнем в Бранку холодна погода, реєструються низькі температури (близько 15 °C) порівняно з регіональними показниками. У липні 2010 року місто пережило рекордно низькі температури. У другій половині дня 17-го числа були зареєстровані температури 14,7 °C в середньому, з мінімумом 12,1 °C. 19-го числа відзначався мінімум 9,8 °C. Однак, місячний максимум досягнув 28 °C.
Місто знаходиться у зоні, котра характеризується мусонним кліматом. Найтепліший місяць — жовтень із середньою температурою 25.7 °C (78.3 °F). Найхолодніший місяць — липень, із середньою температурою 23.2 °С (73.8 °F).
| Клімат Ріу-Бранку       | Клімат Ріу-Бранку | Клімат Ріу-Бранку | Клімат Ріу-Бранку | Клімат Ріу-Бранку | Клімат Ріу-Бранку | Клімат Ріу-Бранку | Клімат Ріу-Бранку | Клімат Ріу-Бранку | Клімат Ріу-Бранку | Клімат Ріу-Бранку | Клімат Ріу-Бранку | Клімат Ріу-Бранку | Клімат Ріу-Бранку |
| Показник                | Січ.              | Лют.              | Бер.              | Квіт.             | Трав.             | Черв.             | Лип.              | Серп.             | Вер.              | Жовт.             | Лист.             | Груд.             | Рік               |
| Абсолютний максимум, °C | 35,2              | 37,2              | 37,2              | 38,2              | 39,7              | 35,2              | 37,2              | 37,6              | 38,2              | 38,4              | 37,4              | 39,8              | 39,8              |
| Середній максимум, °C   | 30,9              | 30,9              | 31,3              | 31,1              | 30,6              | 30,3              | 31,3              | 32,6              | 32,8              | 32,6              | 31,9              | 31,2              | 31,5              |
| Середня температура, °C | 25,3              | 25,2              | 25,4              | 25,2              | 24,4              | 23,3              | 23,2              | 24,2              | 25,2              | 25,7              | 25,6              | 25,4              | 24,8              |
| Середній мінімум, °C    | 21,3              | 21,2              | 21,2              | 20,8              | 19,4              | 17,6              | 16,5              | 17,4              | 19,1              | 20,6              | 21,2              | 21,3              | 19,8              |
| Абсолютний мінімум, °C  | 14,2              | 16                | 14                | 10,4              | 8,2               | 7,8               | 6                 | 8                 | 10                | 12,4              | 14,4              | 13,4              | 6                 |
| Норма опадів, мм        | 170               | 300               | 60                | 110               | 10                | 0                 | 10                | 0                 | 10                | 10                | 70                | 190               | 1000              |
| Днів з дощем            | 6                 | 7                 | 5                 | 2                 | 1                 | 0                 | 1                 | 0                 | 1                 | 1                 | 2                 | 5                 | 36                |
| Вологість повітря, %    | 87                | 87                | 87                | 87                | 86                | 83                | 79                | 77                | 78                | 82                | 85                | 87                | 83.8              |
| ----------------------- | ----------------- | ----------------- | ----------------- | ----------------- | ----------------- | ----------------- | ----------------- | ----------------- | ----------------- | ----------------- | ----------------- | ----------------- | ----------------- |
| Джерело: Weatherbase    |                   |                   |                   |                   |                   |                   |                   |                   |                   |                   |                   |                   |                   |

## Економіка

### Засоби масової інформації
VHF телебачення
2 — TV Village (Culture / TV Brazil)
4 — TV Acre (Globo TV)
5 — TV 5 (Band)
8 — TV Rio Branco (SBT)
11 — TV Gazeta (Record)
13 — TV Union AC network (Union)
UHF телебачення
19 — Brazil Network
21 — Amazon Sat
27 — Life Network
40 — TV 40 (Record News)
50 — Good News
54 — 58 RIT — TV Nazareth: Цифрове UHF 14 — Acre HD TV
AM радіоProgress AM: 740 kHz: AM Leader: 800 kHz: University AM: 1350 kHz,
Broadcast Acre: 1400 kHz
FM радіоEcoacre FM: 90.9 MHz: Gazeta FM: 93.3 MHz: Union FM: 94.7 MHz: Village FM: 96.9 MHz: Acre: MHz FM 98.1MHz: Good News FM: 107.9 MHz: Latin FM: 101.1 MHz: FM 104.9 MHz Gameleira
У місті є шість газет, дві публікуються щодня і чотири щотижня. O Tabloide, A Gazeta, Pagina 20, A Tribuna і O Estado є щотижневими газетами. Операторами стільникового зв'язку, які охоплюють регіон є Vivo S.A., TIM, Oi і Claro Americas. Основними компаніями, що пропонують фіксоване телефонне покриття в місті є Embratel, Oi і Global Village Telecom (GVT).

### Транспорт

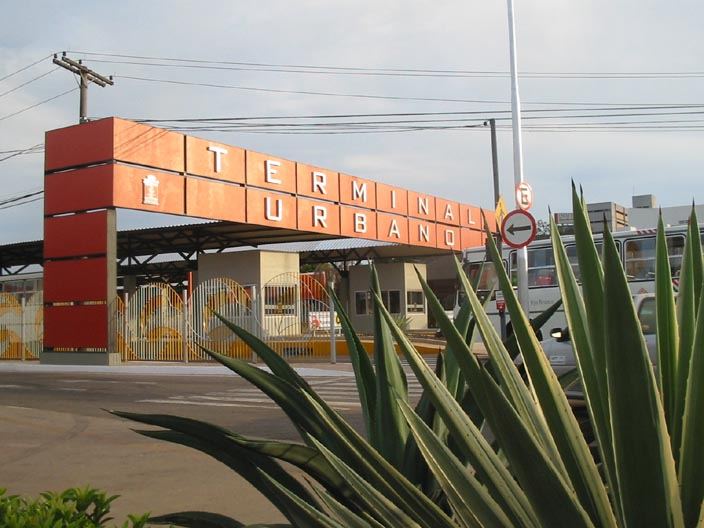
Автобусна станція Urbano розташована в центрі міста.

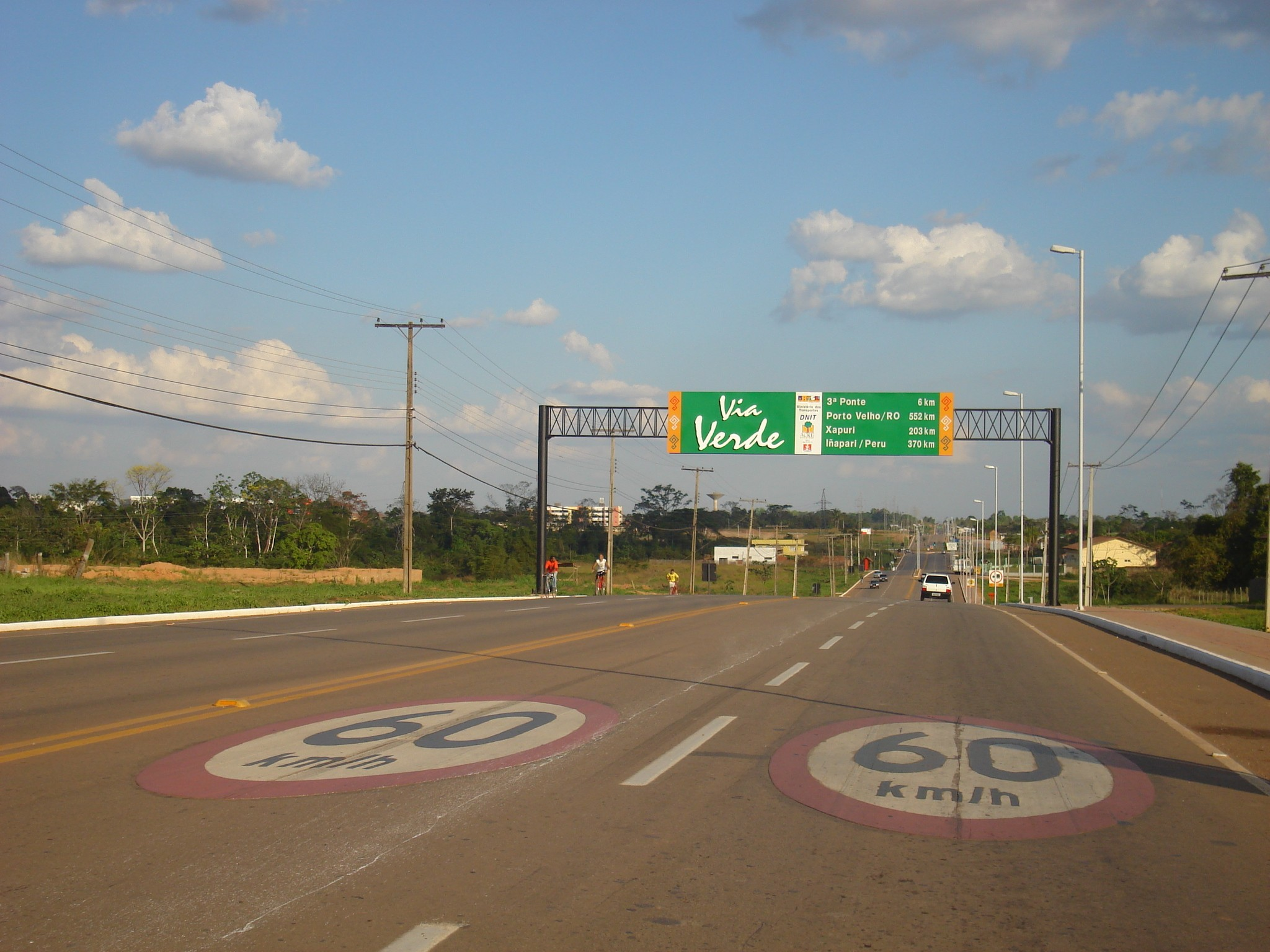
Кільцева дорога Via Verde (Зелений маршрут)

Система громадського транспорту покращилася в останні роки в основному за рахунок будівництва терміналу Urbano (міського автобусного терміналу) недалеко від центру міста. Тим не менш, автобуси як і раніше затримуються. Широко використовуються населенням таксі.
Міжнародний аеропорт Ріу-Бранку-Пласіду ді Кастру знаходиться за 18 км від BR-364 шосе в сільській місцевості. Цей новий аеропорт був офіційно відкритий 22 листопада 1999 року, коли старіший Міжнародний аеропорт Presidente Medici був закритий. BR-364 забезпечує полегшений доступ до аеропорту, який обслуговує внутрішні і міжнародні авіаційні та військові перевезення регулярними авіакомпаніями і повітряними таксі. Термінал готовий до прийому 320,000 пасажирів на рік і виконує близько 14 операцій в день. У серпні 2010 року він був сьомим по завантаженості аеропортом в Північній Бразилії і 38-м найбільш завантаженим аеропортом в країні. BR-364 і BR-317 є основним магістралям в Акрі. На сході BR-364 з'єднує Ріу-Бранку зі штатом Рондонія та рештою країни. Шосе перетинає захід штату, зв'язуючи Ріу-Бранку з Крузейру-ду-Сул (Cruzeiro do Sul), другим за величиною містом штату, через муніципалітети Сена Мадурейра, Мануель-Урбану (Manoel Urbano), Фейжо (Feijo), Тарауака (Tarauaca) і Родрігес-Алвес (Rodrigues Alves). BR-317 має довжину 330 км і з'єднує столицю з півднем через муніципалітети Сенадор-Гіомард, Капішаба та Епітасіуландія (Epitaciolandia) на кордоні з Республікою Болівією. З Бразілеї (Brasileia) дорога продовжується протягом ще 110 км до міста Асіс (Assis) на кордоні з Перу. Шосе продовжується на перуанській стороні як шосе 30C і шосе 26 до міста Куско (Cuzco).

### Пам'ятки
Палац Ріу-Бранку (Palacio Rio Branco) був побудований в 1930 році для розміщення державного управління. Будівля відновлена починаючи з 1999 року для збереження її історичного вигляду. У 2008 році палац був перетворений на музей історії. Ґамелейра (Gameleira) — історичне місце, розташоване у вигині річки Акрі, де місто було засноване. Сьогодні тут ростуть фікуси-душителі (фіги-душителі) — могутні дерева, розміром 2,5 м в діаметрі стовбура і 20 м у висоту. При найвищому положенні сонця тінь дерева сягає близько 9,1 м у діаметрі.
Відкритий в 1959 році, собор Богоматері з Назарету був побудований в стилі древньої римської базиліки. Його інтер'єр має три нефи (нави), розділені 36 вітражами, що пожертвувані родинами Акрі. Зовні складається з щипців, хреста і церковного подвір'я. У 2007 році церква вважалася суспільною власністю штату Акрі.
Також відома як площа Революції, площа Пласіду ді Кастру знаходиться в самому серці міста, навпроти штаб-квартири військової поліції Акрі. Останнім часом площа була реконструйована. Меморіал автономістів (The Autonomists Memorial) має музей, виставки картин місцевих художників, кафетерій та драматичний театр. Музей володіє великою колекцією історичних світлин штату, а також історичних об'єктів, що використовувалися під час революції. Музей гуми включає в себе розділи з археології і палеонтології та історичну колекцію рукописів і документів, що стосуються історії Акрі.
Catwalk Joaquim Macedo (Passarela Joaquim Macedo) є пішохідним мостом, що з'єднує два райони міста. Проходячи над річкою Акрі, Passarela Joaquim Macedo є кабельним підвісним мостом, завершеним у 2006 році. Близькорозташований старий ринок, побудований в 1920-і роки, був нещодавно відремонтований. 28 вересня 2002 року був відкритий Парк материнства. Він має спортивні споруди, кіоски, ресторани, велосипедні доріжки і скейт-парки.
Ріу-Бранку має два торгові центри: Mira Shopping і менший Via Verde Shopping, який за прогнозами мав бути завершений в 2011 році.

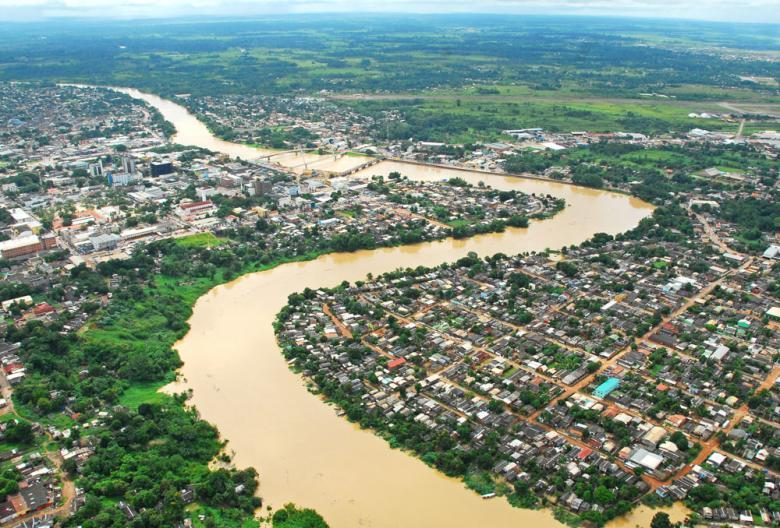
Вид з повітря на Ріу-Бранку
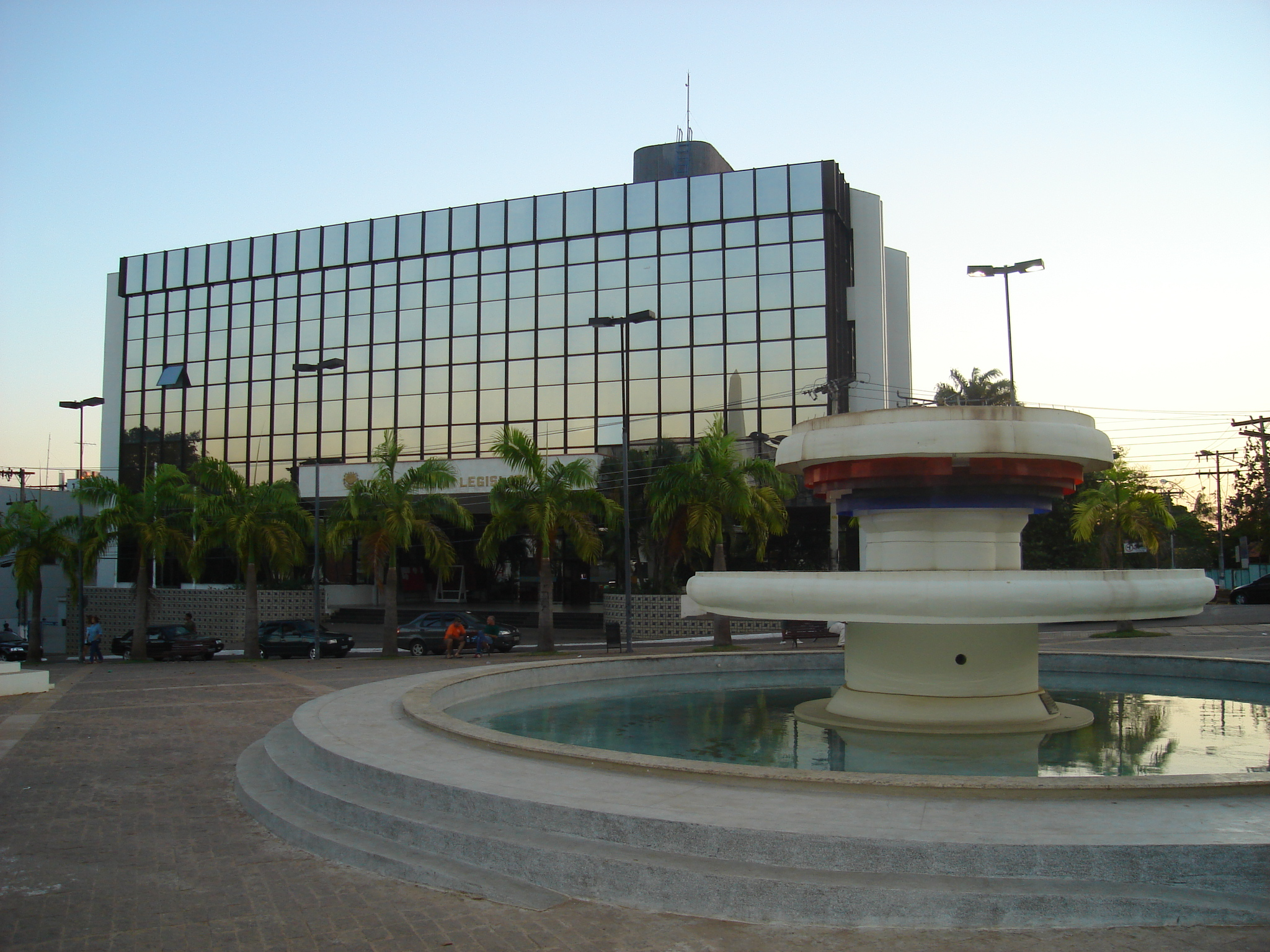
Ріу-Бранку в другій половині дня
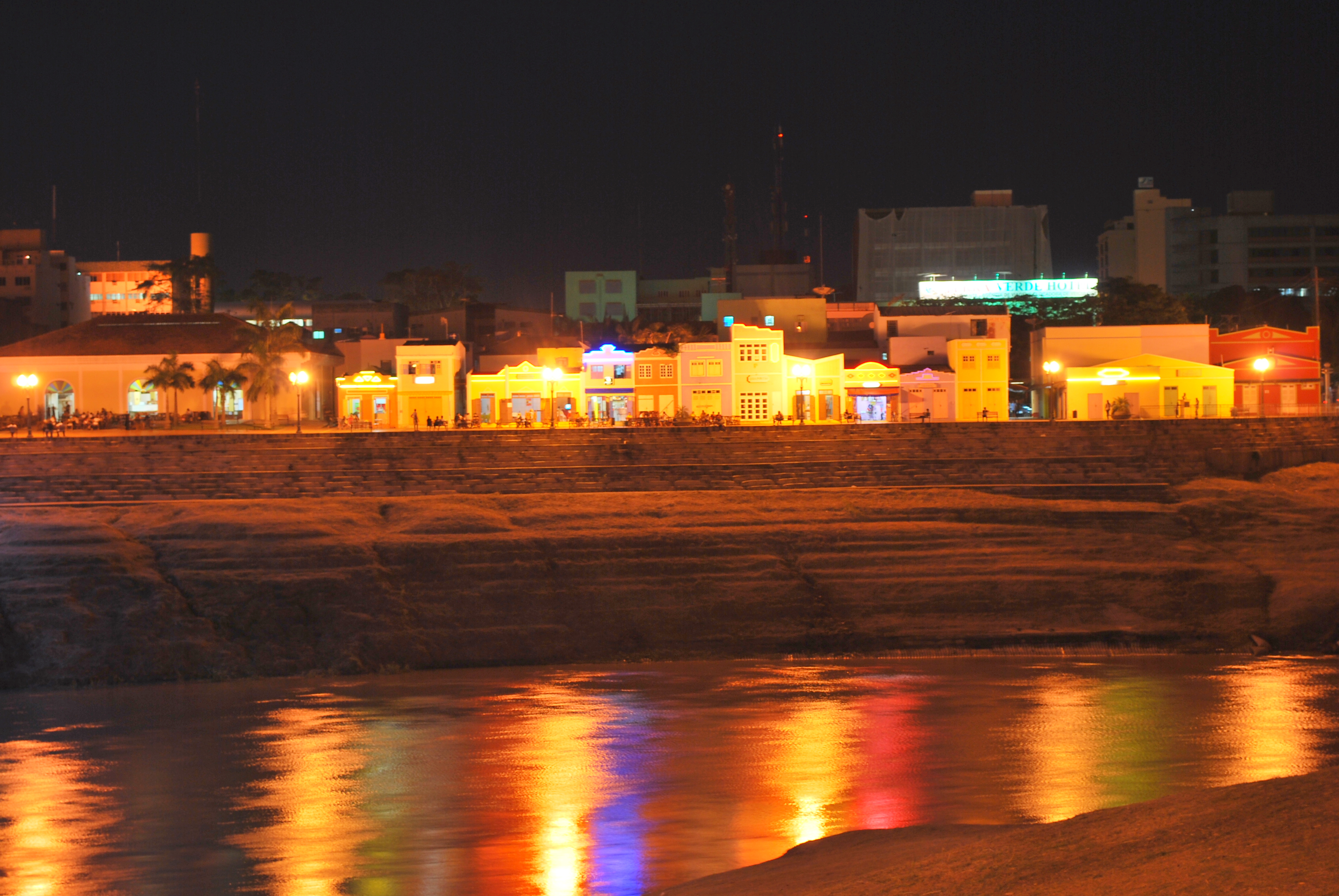
Вид на центр міста
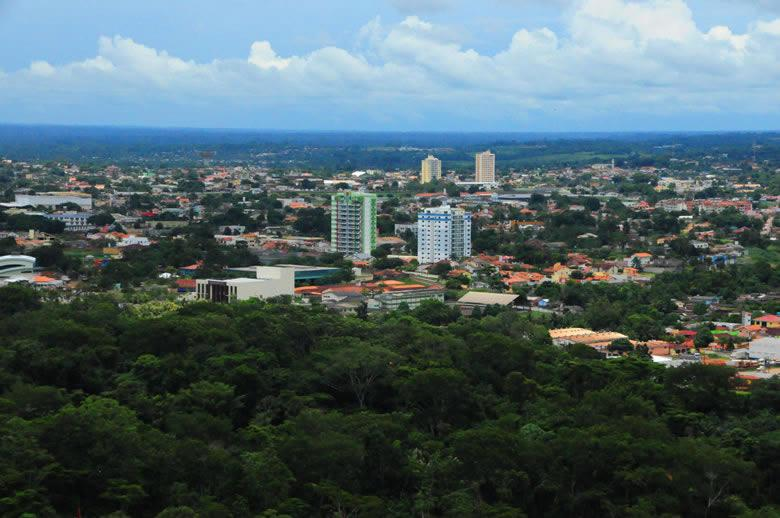
Вид на Ріу-Бранку
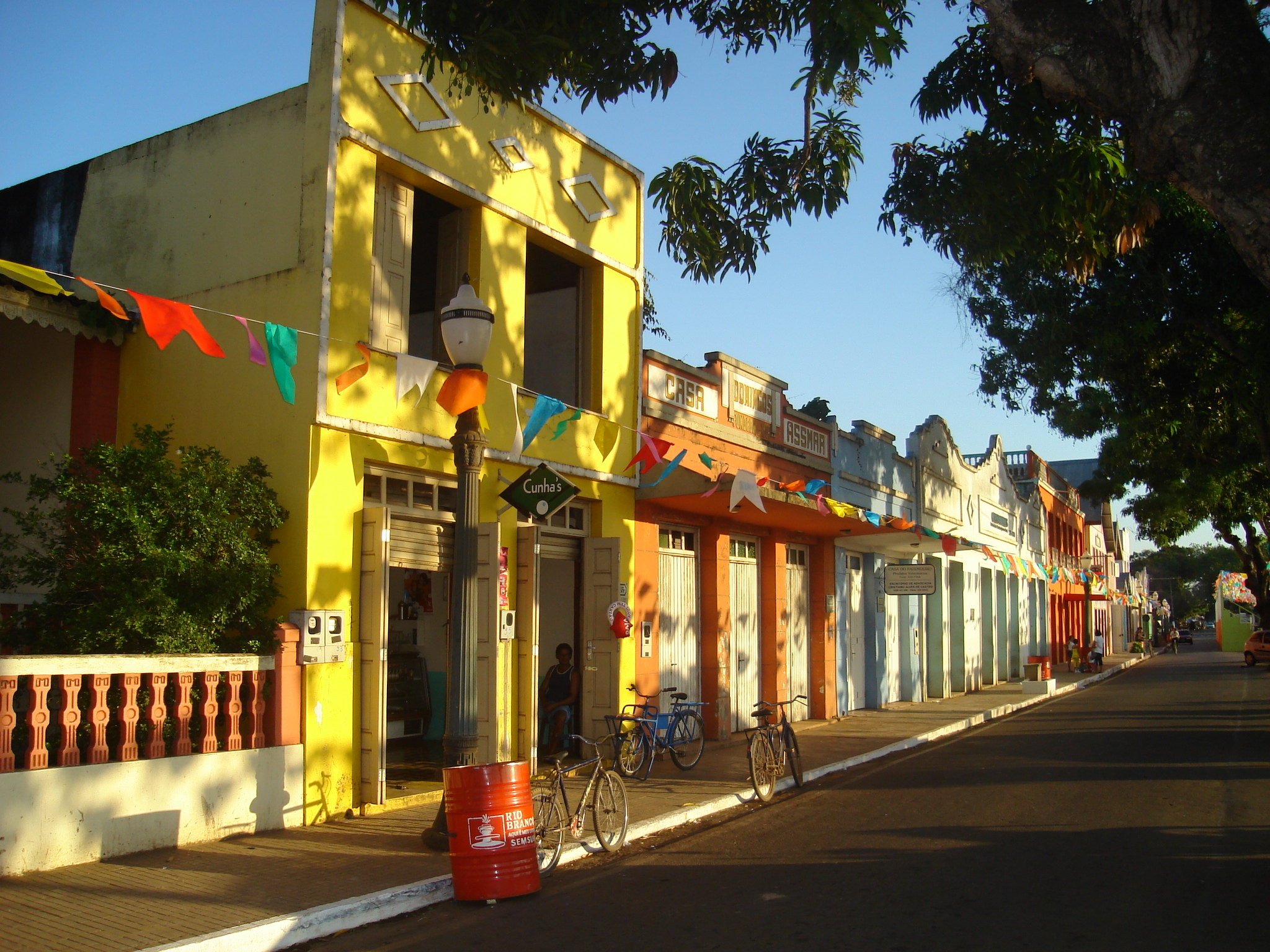
Історичні будинки Ріу-Бранку

## Демографічне становище
Населення в 2009 році становило 305 954 жителів згідно даних Бразильського інституту географії та статистики (IBGE). Це найбільше місто штату і одне з найбільш густонаселених у Бразилії. Щільність населення становить 33,17 осіб на квадратний кілометр. За даними перепису 2000 року 51 % населення складають чоловіки і 48,2 % жінки; 92,73 % населення проживає в міських районах і 7,22 % проживає у сільській місцевості. Відповідно до Атласу людського розвитку в Бразилії населення Ріу-Бранку становить 0,16 % від населення країни. За даними Вищого виборчого суду Ріу-Бранку мало 201 966 виборців у 2008 році.
Місцевий Індекс розвитку людського потенціалу Ріу-Бранку вважається середнім за Програмою розвитку Організації Об'єднаних Націй і має значення 0,754. Індекс освіти становить 0,860, в той час як в Бразилії — 0,849. Показник довголіття 0,697 (бразильський показник 0,638) і доходу 0,704 (бразильський — 0,723). Коефіцієнт Джині, який вимірює нерівність, становить 0,52, де 1,00 — це найгірший результат і 0,00 — найкращий. Рівень бідності, вимірюваний IBGE, становить 37,21 відсотка, а рівень суб'єктивної бідності — 39,39 відсотка.

## Освіта

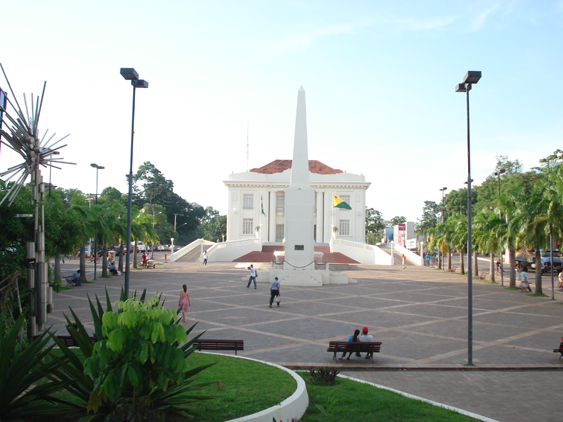
Ріу-Бранку є найважливішим освітнім центром штату.

У 2009 році в місті Ріу-Бранку було 211 початкових шкіл з 64 349 учнями і 2 367 вчителями. Індекс розвитку шкільної освіти для початкової школи становить 4,9 і займає 10-е місце серед бразильських центрів штатів і є вищим за середній по країні, що становить 4,6. Є близько 70 дитячих дошкільних установ (садків) із 402 вихователями і 10168 вихованцями.
Вищі навчальні заклади включають Федеральний університет Акрі (єдиний державний у штаті), Північне освітнє об'єднання, Коледж Західної Амазонії і Коледж Акрі та ін.
У 2008 році рівень неписьменності в штаті становив 13 відсотків, 36,2 відсотка населення функціонально неграмотні.

## Спорт

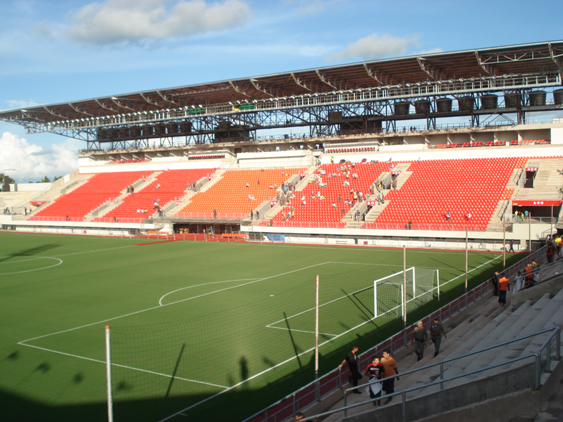
Стадіон Arena da Floresta

Ріу-Бранку забезпечує гостей і жителів різними видами спорту. Стадіони в місті: Arena da Floresta; стадіон Jose de Melo; стадіон Federacao Acreana de Futebol; стадіон Dom Giocondo Maria Grotti і стадіон Adauto de Brito. Ріу-Бранку було одним з 18 кандидатів на проведення ігор Чемпіонату світу з футболу 2014, на який Бразилія єдина з Південної Америки претендує. Заявка міста була відхилена.